# Benjamin Østvold
Benjamin Østvold (geboren am 13. Januar 2001 in Raufoss) ist ein norwegischer Skispringer.

## Werdegang
Benjamin Østvold trat ab 2017 in ersten Wettbewerben der Fédération Internationale de Ski im FIS Cup international in Erscheinung. Sein Debüt im Skisprung-Continental-Cup gab er im Winter 2020/21 am 16. Januar 2021 mit einem neunten Platz auf der Bergiselschanze in Innsbruck. Er nahm an den Nordischen Junioren-Skiweltmeisterschaften 2021 in Lahti teil. Im Einzelspringen von der Normalschanze belegte er den 31. und im Teamspringen gemeinsam mit Iver Olaussen, Adrian Thon Gundersrud und Bendik Jakobsen Heggli den vierten Rang.
Zum Ende der Weltcup-Saison 2020/21 gab Østvold am 26. März 2021 auf der Letalnica bratov Gorišek in Planica sein Debüt im Skisprung-Weltcup mit einem 62. Platz und nahm damit sogleich zum ersten Mal an einem Skifliegen teil. Begünstigt wurde seine Teilnahme am Wettbewerb durch die witterungsbedingte Absage der Qualifikation dafür.
In der Saison 2021/22 gewann Østvold am 27. Dezember 2021 auf der Gross-Titlis-Schanze in Engelberg erstmals ein Continental-Cup-Springen.
Im März 2024 erreichte er gemeinsam mit dem norwegischen Team mit Platz 3 im Skiflug-Teamwettbewerb in Planica seine erste Podiumsplatzierung im Weltcup.
Sein jüngerer Bruder Sebastian (geb. 2002) ist als Nordischer Kombinierer aktiv.

## Erfolge

### Continental-Cup-Siege im Einzel
| Nr. | Datum             | Ort           | Typ         |
| --- | ----------------- | ------------- | ----------- |
| 1.  | 27. Dezember 2021 | Engelberg     | Großschanze |
| 2.  | 27. Dezember 2022 | Engelberg     | Großschanze |
| 3.  | 28. Dezember 2022 | Engelberg     | Großschanze |
| 4.  | 18. Februar 2023  | Rena          | Großschanze |
| 5.  | 19. Februar 2023  | Rena          | Großschanze |
| 6.  | 4. März 2023      | Iron Mountain | Großschanze |
| 7.  | 5. März 2023      | Iron Mountain | Großschanze |

## Statistik

### Weltcup-Platzierungen
| Saison  | Platz | Punkte |
| ------- | ----- | ------ |
| 2022/23 | 38.   | 0017   |
| 2024/25 | 26.   | 0211   |

### Continental-Cup-Platzierungen
| Saison  | Sommer | Sommer | Winter | Winter | Gesamt | Gesamt |
| Saison  | Platz  | Punkte | Platz  | Punkte | Platz  | Punkte |
| ------- | ------ | ------ | ------ | ------ | ------ | ------ |
| 2020/21 | —      | —      | 041.   | 0076   | 046.   | 0076   |
| 2021/22 | 028.   | 0116   | 024.   | 0301   | 023.   | 0417   |
| 2022/23 | 007.   | 0215   | 001.   | 1079   | 001.   | 001294 |

### Vierschanzentournee-Platzierungen
| Saison  | Platz | Punkte |
| ------- | ----- | ------ |
| 2023/24 | 36.   | 0463,2 |
| 2024/25 | 13.   | 1082,3 |